# Tristicha
Tristicha is een geslacht uit de familie Podostemaceae. Het geslacht telt een soort die voorkomt in het uiterste zuiden van Noord-Amerika, in Centraal-Amerika, in Zuid-Amerika, in Afrika, op Madagaskar, in Zuidoost-Azië en in Australië.

## Soorten
- Tristicha trifaria (Bory ex Willd.) Spreng.